# Nemacladus secundiflorus
Nemacladus secundiflorus är en klockväxtart som beskrevs av G.T.Robbins. Nemacladus secundiflorus ingår i släktet Nemacladus och familjen klockväxter.
Artens utbredningsområde är Kalifornien.

## Underarter
Arten delas in i följande underarter:
- N. s. robbinsii
- N. s. secundiflorus